# Duran Duran (альбом, 1993)
Duran Duran (відомий також, як The Wedding Album) — сьомий студійний альбом англійської групи Duran Duran, який був випущений 11 лютого 1993 року. Свою неофіційну назву — «весільного», платівка отримала по обкладинці, яка являє собою колаж із весільних фото батьків музикантів.

## Про альбом
Композиції на альбомі представлені в досить різних музичних стилях, але водночас вони мають типове для попмузики початку 1990-х років звучання — від танцювального (хаус), з яким група вже експериментувала в альбомах Big Thing (1988) та Liberty (1990), до хіп-хопу, альтернативного року, попроку, етереал-вейв та латиноамериканської музики, чий вплив можна почути у пісні «Breath After Breath». З ініціативи Воррена Куккурулло, для роботи над нею в групу був запрошений бразильський музикант — Мілтон Нашіменто.

## Запис
Запис альбому було розпочато у першій половині 1991 року, незабаром після відходу з групи барабанщика Стерлінга Кемпбела (пізніше він почав грати з Сінді Лопер і Девідом Боуї) і завершена до кінця 1992 перед майбутнім релізом на Capitol Records у США. У постпродакшені альбому брали участь Френк Заппа та Лу Рід.

## Реліз альбому
У першій половині 1990-х, звукозаписна індустрія (особливо Capitol Records в США) ставилися до Duran Duran як колективу, який вичерпав себе ще в середині 1980-х, коли альбоми Notorious (1986), Big Thing (1988) та Liberty (1990) не отримали колишньої похвали та мали як дуже мізерні рівні продажів, так і позиції в чартах. У зв'язки з цим новий менеджмент групи — компанія Left Bank, був сильно засмучений тим, що представники великих звукозаписних компаній тягнуть з виходом нового релізу групи.
Пізніше, в інтерв'ю музичному виданню HitQuarters, менеджер Томмі Манци розповів, що така реакція була зумовлена тим, що звукозаписні лейбли не були зацікавлені у реінкарнації популярності старих виконавців. Їх інтерес був орієнтований на розкрутку нових поп-виконавців, ніж на гурт із вичерпаним потенціалом. Крім цього, вони не сприймали всерйоз Left Bank, яка намагалася зробити знову популярними не тільки Duran Duran, а й ряд інших напівзабутих виконавців.
Але, всупереч побоюванням, альбом вийшов 23 лютого 1993 року і мав величезний комерційний успіх по обидві сторони Атлантики, досягнувши мультиплатинового статусу в США і Канаді, піднявшись до 4-го рядка у Великій Британії і до 7-го в США. Такі сингли, як «Ordinary World» та «Come Undone» швидко стали хітами, зумівши довести критикам, які давно списали Duran Duran з рахунків, що вони більше, ніж просто підлітковий поп-ггурт з 1980-х.

## Список композицій
Автор музики і слів Duran Duran, except where noted. 
| #   | Назва                    | Автор                         | Тривалість |
| --- | ------------------------ | ----------------------------- | ---------- |
| 1.  | «Too Much Information»   |                               | 4:56       |
| 2.  | «Ordinary World»         |                               | 5:39       |
| 3.  | «Love Voodoo»            |                               | 4:58       |
| 4.  | «Drowning Man»           |                               | 5:15       |
| 5.  | «Shotgun»                |                               | 0:54       |
| 6.  | «Come Undone»            |                               | 4:38       |
| 7.  | «Breath After Breath»    | Duran Duran Milton Nascimento | 4:58       |
| 8.  | «UMF»                    |                               | 5:33       |
| 9.  | «Femme Fatale»           | Lou Reed                      | 4:21       |
| 10. | «None of the Above»      |                               | 5:19       |
| 11. | «Shelter»                |                               | 4:25       |
| 12. | «To Whom It May Concern» | Nick Rhodes                   | 4:24       |
| 13. | «Sin of the City»        |                               | 7:14       |

| Japan bonus tracks | Japan bonus tracks                        | Japan bonus tracks |
| #                  | Назва                                     | Тривалість         |
| ------------------ | ----------------------------------------- | ------------------ |
| 1.                 | «Time for Temptation» (Alternate version) | 3:46               |
| 2.                 | «Stop Dead» (Edit)                        | 3:52               |

| Deluxe Edition bonus tracks | Deluxe Edition bonus tracks | Deluxe Edition bonus tracks |
| #                           | Назва                       | Тривалість                  |
| --------------------------- | --------------------------- | --------------------------- |
| 14.                         | «Falling Angel»             | 4:35                        |
| 15.                         | «Stop Dead»                 | 4:31                        |
| 16.                         | «Time for Temptation»       | 4:09                        |
| 17.                         | «A View to a Kill»          | 3:33                        |

| Bonus disc (UK tour edition) | Bonus disc (UK tour edition)                    | Bonus disc (UK tour edition) |
| #                            | Назва                                           | Тривалість                   |
| ---------------------------- | ----------------------------------------------- | ---------------------------- |
| 1.                           | «Falling Angel»                                 | 4:35                         |
| 2.                           | «Stop Dead»                                     | 4:31                         |
| 3.                           | «Time for Temptation»                           | 4:09                         |
| 4.                           | «Come Undone» (12" mix – Comin' Together)       | 7:21                         |
| 5.                           | «Ordinary World» (Acoustic version)             | 5:07                         |
| 6.                           | «Too Much Information» (David Richards 12" mix) | 4:14                         |

## Учасники запису
Duran Duran
- Саймон Ле Бон — вокал, бек-вокал і тексти
- Нік Роудс — клавишні, бас (Трек 6)
- Джон Тейлор — бас-гітара
- Воррен Куккурилло — гітара, акустична гітара (Трек 2)

Сесійні музиканти
- Мілтон Нашіменто — додатковий вокал (Трек 7)
- Ламія — бек-вокал (Трек 3)
- Тесса Найлз — бек-вокал (Трек 6)
- Каррен Хендрікс та Джек Мерігг — семпли голосу (Трек 4)
- Джон Джонс — додаткові клавишні
- Ді Лонг — клавишні (Трек 11)
- Стів Ферроне — барабани (Треки 1 і 2) та перкусія (Трек 9)
- Винні Коллаюта — барабани (Трек 7)
- Фергус Жерар — барабани
- Боско — перкусія (Трек 7)

## Чарти
| Чарт (1993)                                  | Найвища позиція |
| -------------------------------------------- | --------------- |
| Австралія Australian Albums (ARIA)           | 20              |
| Австрія Austrian Albums (Ö3 Austria)         | 12              |
| Канада Canada Top Albums/CDs (RPM)           | 8               |
| Нідерланди Dutch Albums (MegaCharts)         | 23              |
| European Albums (Music & Media)              | 13              |
| Finnish Albums (Suomen virallinen lista)     | 18              |
| French Albums (IFOP)                         | 32              |
| Німеччина German Albums (Offizielle Top 100) | 22              |
| Greek Albums (IFPI)                          | 9               |
| Угорщина Hungarian Albums (MAHASZ)           | 34              |
| Italian Albums (Musica e dischi)             | 6               |
| Japanese Albums (Oricon)                     | 24              |
| Portuguese Albums (AFP)                      | 9               |
| Швеція Swedish Albums (Sverigetopplistan)    | 21              |
| Швейцарія Swiss Albums (Schweizer Hitparade) | 23              |
| Велика Британія UK Albums (OCC)              | 4               |
| США Billboard 200                            | 7               |

| Чарт (1993)                        | Позиція |
| ---------------------------------- | ------- |
| Canada Top Albums/CDs (RPM)        | 23      |
| European Albums (Music & Media)    | 35      |
| German Albums (Offizielle Top 100) | 79      |
| UK Albums (OCC)                    | 50      |
| US Billboard 200                   | 48      |

## Сертифікації
| Регіон                                             | Сертифікація | Продажі    |
| -------------------------------------------------- | ------------ | ---------- |
| Велика Британія (BPI)                              | Золотий      | 100 000^   |
| США (RIAA)                                         | Платиновий   | 1 000 000^ |
| ^відвантаження, що базуються лише на сертифікаціях |              |            |